# 陽明山袋蛛
陽明山袋蛛（学名：Clubiona yangmingensis）为袋蛛科袋蛛屬下的一个种。